# シアー・バハドゥルザダ
シアー・バハドゥルザダ（Siyar Bahadurzada、1984年4月17日 - ）は、アフガニスタンの男性総合格闘家。カーブル州カーブル出身。オランダ・北ホラント州アムステルダム在住。ジャクソンズMMA所属。元修斗世界ミドル級王者。

## 来歴
戦火のアフガニスタンで生まれ、父親がタリバン政権に従わず命の危険にさらされたため、15歳の時に家族と共にオランダへ政治亡命した。キックボクシング、レスリング、柔術等の数々の格闘技を経験。
2005年3月、アブダビコンバット欧州予選に出場。88kg未満級の決勝でデビッド・ベルクヘーデンに敗退し、準優勝となった。
2007年7月15日、修斗世界ライトヘビー級（-83kg）チャンピオンシップで山下志功と対戦し、3-0の判定勝ちを収め王座獲得に成功した。
2008年3月5日、戦極旗揚げ戦戦極 〜第一陣〜で三崎和雄と対戦し、フロントチョークで一本負け。
2008年9月28日、戦極 〜第五陣〜のミドル級（-83kg）グランプリシリーズ1回戦でエヴァンゲリスタ・サイボーグと対戦。テイクダウンを仕掛けた際にサイボーグが左肘を脱臼したため、レフェリーストップ勝ちとなった。
2009年8月27日、修斗ブラジルで行われた世界ライトヘビー級チャンピオンシップでレアンドロ・"バタタ"・シウバと対戦、パウンドによるTKO勝ちで初防衛に成功した。
2010年8月6日、修斗ブラジルで行われた世界ライトヘビー級チャンピオンシップでカルロス・アレッシャンドリ・ペレイラと対戦し、KO勝ちを収め2度目の防衛に成功した。
2010年10月16日、United GloryのMMAワールドシリーズ1回戦でデリック・ノーブルと対戦し、パウンドによるTKO勝ちを収めた。
2011年11月、「The Ultimate Fighter: Team Bisping vs. Team Miller」エピソード8にチーム・ミラーのゲストコーチとして出演。アキラ・コラサニ対策としてデニス・バミューデスとスパーを行った。
2012年2月、所属ジムのゴールデン・グローリーを離脱した。

### UFC
2012年4月14日、UFC初参戦となったUFC on Fuel TV 2でパウロ・チアゴと対戦し、チアゴの突進にこするような右フックを合わせ、開始42秒で失神KO勝ち。ノックアウト・オブ・ザ・ナイトを受賞した。
2012年6月、ブラックジリアンズに加入。
2013年3月3日、日本で開催されたUFC on Fuel TV 8でキム・ドンヒョンと対戦し、グラウンドの攻防で圧倒され、0-3の判定負け。
2013年12月28日、UFC 196でジョン・ハワードと対戦し、0-3の判定負けで2連敗を喫した。
2014年4月、ブラックジリアンズを離脱し、翌年の夏にジャクソンズMMAに加入した。
2016年3月5日、前回の試合から800日ぶりの復帰戦となったUFC 196でブランドン・ザッチと対戦し、肩固めで一本勝ち。
2017年9月2日、UFC Fight Night: Volkov vs. Struveでロブ・ウィルキンソンと対戦し、パンチ連打でTKO勝利を収めた。
2018年4月21日、UFC Fight Night: Barboza vs. Leeでルアン・シャーガスと対戦し、三日月蹴りでKO勝ち。パフォーマンス・オブ・ザ・ナイトを受賞した。
2020年、現役引退を表明。
2024年10月13日、この日発表されたプロ修斗2024年10月度の世界・環太平洋ランキングでバハドゥルザダが唯一保持していた修斗世界ミドル級王座について返上したことが明かされた。

## 戦績
| 総合格闘技 戦績 | 総合格闘技 戦績 | 総合格闘技 戦績 | 総合格闘技 戦績 | 総合格闘技 戦績 | 総合格闘技 戦績 | 総合格闘技 戦績 |
| --------------- | --------------- | --------------- | --------------- | --------------- | --------------- | --------------- |
| 31 試合         | (T)KO           | 一本            | 判定            | その他          | 引き分け        | 無効試合        |
| 24 勝           | 15              | 5               | 4               | 0               | 1               | 0               |
| 6 敗            | 1               | 2               | 3               | 0               | 1               | 0               |

| 勝敗 | 対戦相手                             | 試合結果                       | 大会名                                                                 | 開催年月日     |
| ×    | イスマイル・ナウルディエフ           | 5分3R終了 判定0-3              | UFC Fight Night: Hermansson vs. Cannonier                              | 2019年9月28日  |
| ×    | カーティス・ミレンダー               | 5分3R終了 判定0-3              | UFC 232: Jones vs. Gustafsson 2                                        | 2018年12月29日 |
| ○    | ルアン・シャーガス                   | 2R 2:40 KO（三日月蹴り）       | UFC Fight Night: Barboza vs. Lee                                       | 2018年4月21日  |
| ○    | ロブ・ウィルキンソン                 | 2R 3:10 TKO（パウンド）        | UFC Fight Night: Volkov vs. Struve                                     | 2017年9月2日   |
| ○    | ブランドン・ザッチ                   | 3R 4:11 肩固め                 | UFC 196: McGregor vs. Diaz                                             | 2016年3月5日   |
| ×    | ジョン・ハワード                     | 5分3R終了 判定0-3              | UFC 168: Weidman vs. Silva 2                                           | 2013年12月28日 |
| ×    | キム・ドンヒョン                     | 5分3R終了 判定0-3              | UFC on Fuel TV 8: Silva vs. Stann                                      | 2013年3月3日   |
| ○    | パウロ・チアゴ                       | 1R 0:42 KO（右フック）         | UFC on Fuel TV 2: Gustafsson vs. Silva                                 | 2012年4月14日  |
| ○    | トミー・デュプレ                     | 2R 4:16 TKO（パンチ連打）      | United Glory 14 【MMAワールドシリーズ 決勝】                           | 2011年5月28日  |
| ○    | ジョン・アレッシオ                   | 1R 1:55 TKO（パンチ連打）      | United Glory 13 【MMAワールドシリーズ 準決勝】                         | 2011年3月19日  |
| ○    | デリック・ノーブル                   | 1R 1:54 TKO（パウンド）        | United Glory 12 【MMAワールドシリーズ 1回戦】                          | 2010年10月16日 |
| ○    | カルロス・アレッシャンドリ・ペレイラ | 1R 1:34 KO（パンチ）           | Shooto Brazil 17 【修斗世界ライトヘビー級チャンピオンシップ】          | 2010年8月6日   |
| ○    | ロバート・ヨツ                       | 5分3R終了 判定2-0              | Ultimate Glory 11: A Decade of Fights                                  | 2009年10月17日 |
| ○    | レアンドロ・"バタタ"・シウバ         | 1R 3:14 TKO（パウンド）        | Shooto Brazil 13 【修斗世界ライトヘビー級チャンピオンシップ】          | 2009年8月27日  |
| ×    | ジョルジ・サンチアゴ                 | 1R 1:10 ヒールホールド         | 戦極 〜第六陣〜 【ミドル級グランプリシリーズ2008 準決勝】              | 2008年11月1日  |
| ○    | エヴァンゲリスタ・サイボーグ         | 1R 0:22 TKO（左肘の脱臼）      | 戦極 〜第五陣〜 【ミドル級グランプリシリーズ2008 1回戦】               | 2008年9月28日  |
| ×    | 三崎和雄                             | 2R 2:02 フロントチョーク       | 戦極 〜第一陣〜                                                        | 2008年3月5日   |
| ○    | ネイサン・スカウタレン               | 1R 4:17 ギブアップ（パウンド） | Ultimate Glory 6: Ede's Best against the Rest                          | 2007年11月17日 |
| ○    | 山下志功                             | 5分3R終了 判定3-0              | 修斗 BACK TO OUR ROOTS 04 【修斗世界ライトヘビー級チャンピオンシップ】 | 2007年7月15日  |
| ○    | カート・ベルシュエレン               | 1R 0:45 TKO                    | Ultimate Glory 3: Upside Down                                          | 2007年5月20日  |
| ○    | ロディ・トロスト                     | 2R TKO                         | Staredown City                                                         | 2007年4月22日  |
| ○    | ローランド・アグラバ                 | 1R 0:26 スリーパーホールド     | Ultimate Glory 2                                                       | 2007年1月21日  |
| ○    | デニス・デ・ルーシ                   | 1R終了 判定                    | Kickboxing Gala Free Fight                                             | 2006年10月15日 |
| ○    | アレッシャンドリ・ペナオン           | 2R 1:59 TKO                    | Shooto Europe: Holland 4                                               | 2005年9月10日  |
| ×    | ステファン・クレバー                 | 1R 1:40 KO（パウンド）         | Rings Holland: Born Invincible                                         | 2004年12月12日 |
| ×    | ネイサン・スカウタレン               | 5分2R終了 判定0-3              | Shooto Holland: Knock-Out Gala 3                                       | 2004年3月28日  |
| △    | パトリック・ヴァレー                 | 5分2R終了 ドロー               | Shooto Holland: Fight Night                                            | 2003年10月18日 |
| ○    | アルスチャク・ダハバジャン           | 5分2R終了 判定                 | Shooto Holland: On Tour 4                                              | 2003年9月20日  |
| ○    | Sebastiaan Rijtslag                  | 1R チョークスリーパー          | Shooto Holland: 4-Man Tournament 【ライトヘビー級トーナメント 決勝】   | 2003年4月20日  |
| ○    | デニス・バン・アセルト               | 1R チョーク                    | Shooto Holland: 4-Man Tournament 【ライトヘビー級トーナメント 1回戦】  | 2003年4月20日  |
| ○    | フベルト・ベーネンダール             | 1R 2:28 三角絞め               | Shooto Holland: Holland vs. The World                                  | 2003年4月12日  |
| ○    | ミンゴエス・ペルペシー               | 1R 0:19 KO                     | Shooto Holland: On Tour                                                | 2002年9月29日  |
| ○    | マーク・ラング                       | 1R KO（パンチ）                | Beast of the East 4                                                    | 2002年3月8日   |

## 獲得タイトル
- Shooto Hollandライトヘビー級トーナメント 優勝（2003年）
- 第5代修斗世界ライトヘビー級王座（2007年）
- United Glory MMAワールドシリーズ 優勝（2011年）

## 表彰
- UFC ノックアウト・オブ・ザ・ナイト（1回）
- UFC パフォーマンス・オブ・ザ・ナイト（1回）